# Роберт Френсіс Гувер
Роберт Френсіс Гувер (англ. Robert Francis Hoover, 1913–1970) — американський ботанік. Автор опису понад 300 ботанічних таксонів.

## Біографія
Народився 11 серпня 1913 року у місті Модесто в Каліфорнії. Навчався в Стенфордському університеті, у 1932 році закінчив його зі ступенем бакалавра. У 1937 році під керівництвом професора Вілліса Джепсона захистив дисертацію на здобуття наукового ступеня доктора філософії в Каліфорнійському університеті в Берклі.
Гувер викладав в школі у штаті Вашингтон, поки його не забрали в армію у 1945 році. Службу проходив у Великій Британії і Франції. Після повернення до Каліфорнії в 1946 році Роберт Френсіс Гувер став викладачем у Політехнічному коледжі штату Каліфорнія в Сан-Луїс-Обіспо, працював там до 1969 року. Заснував ботанічний сад при коледжі, а також, в 1947 році, гербарій при ньому, який до 1969 року містив близько 10 тисяч зразків. Згодом цей гербарій був названий ім'ям Гувера — Robert F. Hoover Herbarium.
У 1969 році у Гувера був виявлений колоректальний рак. 18 лютого 1970 року він помер.

## Деякі наукові публікації
- Hoover, R.F. The vascular plants of San Luis Obispo County. — Berkeley, Cal., 1970. — ISBN 0-520-01663-7.

## Епоніми
- Acourtia hooveri (McVaugh) Reveal & R.M.King, 1973
- Agrostis hooveri  Swallen, 1949
- Arctostaphylos hooveri  P.V.Wells, 1961
- Brodiaea hooveri (T.F.Niehaus) Traub, 1973
- Calycadenia hooveri G.D.Carr, 1975
- Chamaesyce hooveri (L.C.Wheeler) Koutnik, 1985
- Cryptantha hooveri  I.M.Johnst., 1937
- Dendrobium hooveri Ormerod, 2007
- Euphorbia hooveri  L.C.Wheeler, 1940
- Hugelia hooveri  Jeps., 1943 [≡  Eriastrum hooveri  (Jeps.) H.Mason, 1945]
- Lomatium hooveri (Mathias & Constance) Constance & Ertter, 1996
- Pepinia hooveri H.Luther, 1991
- Perezia hooveri McVaugh, 1972
- Philodendron hooveri Croat & Grayum, 1996
- Pitcairnia hooveri (H.Luther) D.C.Taylor & H.Rob., 1999
- Pleuropogon hooverianus  (L.D.Benson) J.T.Howell, 1946
- Tauschia hooveri  Mathias & Constance, 1943